# Grusomme mig
Grusomme mig (originaltitel: Despicable Me) er en animationsfilm fra 2010, udgivet af Universal Pictures og produceret af Christopher Meledandri.
Hovedpersonen hedder Gru og er på engelsk stemmelagt af Steve Carell og på dansk af Søren Sætter-Lassen.

## Handling
Det hele handler om "wanna-be"-skurken Gru, som egentlig gerne vil være ond, men han har ikke rigtig midlerne eller kræfterne. Men han får sig dog tre adoptiv-døtre og de bliver et problem. Han vil nemlig stjæle månen.
Han har også selv en modstander ved navn Vector. Senere hen i filmen begynder han dog at komme på andre tanker, og knytter sig et stærkt bånd til pigerne.

## Medvirkende
| Rolle                                                | Original stemme   | Dansk stemme           |
| ---------------------------------------------------- | ----------------- | ---------------------- |
| Gru                                                  | Steve Carell      | Søren Sætter-Lassen    |
| Victor "Vector"                                      | Jason Segel       | Cyron Melville         |
| Dr. Nefario                                          | Russell Brand     | Martin Brygmann        |
| Margo, den ældste af de tre piger                    | Miranda Cosgrove  | Emma Sehested Høeg     |
| Marlena Gru, Grus mor                                | Julie Andrews     | Grethe Mogensen        |
| Edith, den midterste af de tre piger                 | Dana Gaier        | Caroline Kelstrup      |
| Agnes, den yngste af de tre piger                    | Elsie Kate Fisher | Marie Winter           |
| Perkins, bankdirektør                                | Will Arnett       | Morten Staugaard       |
| Frk. Hattie                                          | Kristen Wiig      | Lene Maria Christensen |
| Fred McDade, Grus nabo                               | Danny McBride     | Morten Lützhøft        |
| Tim, Bob, Mark, Phil, og Stuart, fem af Grus minions | Pierre Coffin     |                        |
| Dave, Billy og Larry, tre af Grus Minions            | Chris Renaud      |                        |
| Kevin og Jerry, to af Grus Minions                   | Jemaine Clement   |                        |
| Talkshowvært                                         | Ken Jeong         |                        |